# Guy Brasfield Park
Pour les articles homonymes, voir Park.
Guy Brasfield Park, né le 10 juin 1872 à Platte City et mort le 1er octobre 1946, est un juge et homme politique américain, membre du Parti démocrate, gouverneur du Missouri entre le 9 janvier 1933 et le 11 janvier 1937. 